# The Goon Show
The Goon Show és un programa d'humor de ràdio britànic, produït originalment i emès pel BBC Home Service del 1951 al 1960, amb repeticions ocasionals al programa BBC Light. La primera sèrie de programes, emesa del 28 de maig al 20 de setembre de 1951, es va titular Crazy People; les sèries posteriors van tenir el títol The Goon Show.
El principal creador i escriptor principal del programa va ser Spike Milligan. Els guions barrejaven trames ridícules amb humor surrealista, jocs de paraules, frases fetes i una sèrie d’estranys efectes sonors. Alguns dels episodis posteriors presenten efectes electrònics ideats per la incipient BBC Radiophonic Workshop, molts dels quals van ser reutilitzats per altres programes durant dècades. Molts elements de l'espectacle van satiritzar la vida contemporània a Gran Bretanya, parodiant aspectes de l'espectacle, el comerç, la indústria, l'art, la política, la diplomàcia, la policia, els militars, l'educació, l'estructura de classes, la literatura i el cinema.
El programa es va estrenar internacionalment a través de la BBC Transcription Services (TS). :54 Es va escoltar regularment des dels anys cinquanta a Austràlia, Sud-àfrica, Nova Zelanda, l'Índia i el Canadà, tot i que aquestes versions es van editar amb freqüència per evitar temes controvertits. :54 Als Estats Units, la NBC va començar a emetre el programa a la seva xarxa de ràdio des de mitjans dels anys cinquanta.
Subversiu i absurd, The Goon Show va exercir una influència considerable en el desenvolupament de la comèdia i la cultura popular britàniques i americanes. Va ser citat com a influència important pels Beatles, la companyia de comèdia nord-americana Firesign Theatre, : 4,5,61 i la companyia de comèdia britànica Monty Python.

## Format
Al llarg de la seva història, cada episodi de The Goon Show, que solia durar poc menys de 30 minuts, es va estructurar sobretot com un programa de comèdia, format per segments de comèdia amb guió alternats amb interludis musicals. :116ff
Les dues primeres sèries van ser produïdes sobretot per Dennis Main Wilson ; cap dels episodis no va rebre títol individual i aquests primers espectacles estaven poc estructurats i constaven de quatre o cinc esbossos no connectats, separats per elements musicals. Segons el productor posterior Peter Eton, els segments musicals ocupaven aproximadament la meitat del programa. : 113 En aquesta fase formativa, el programa el va coprotagonitzar Milligan (que només va interpretar papers menors en els primers espectacles), Sellers, Secombe i Michael Bentine com a "heroi" nominal de cada episodi, l'inventor de la bogeria Dr Osric Pureheart. : 124 Les actuacions musicals van ser realitzades pel virtuós tocador d’harmònica de jazz Max Geldray, el cantant Ray Ellington i el seu quartet (tots dos reclutats per Dixon) i el grup vocal The Stargazers. Aquests darrers van marxar després de l'episodi 6 de la sèrie 2 i van ser substituïts per Secombe, que cantava un número vocal en directe. : Stanley Black i la BBC Dance Orchestra van proporcionar la música incidental, temàtica i de suport. : 127 La segona sèrie també va veure les primeres aparicions de personatges populars com Minnie Bannister (Milligan) i Henry Crun (Sellers).
A partir de la sèrie 3, The Goon Show (com va passar a anomenar-se oficialment) es va anar consolidant gradualment en el seu format "clàssic". Milligan, Stephens i Grafton van començar a treballar dins d’una estructura narrativa i a la segona meitat de la sèrie 4 cada episodi consistia normalment en tres actes lligats per un argument continu.: 143 Geldray actuava entre els actes I i II i Ellington entre els actes. II i III. Gairebé tots els personatges principals i ocasionals van passar a ser interpretats per Milligan i Sellers, amb Secombe normalment interpretant només a Neddie Seagoon, que havia substituït Pureheart com l'heroi de la majoria de les històries. El tema final, el suport de Geldray i la música incidental, ara era proporcionat per una gran banda de músics independents sota la direcció de Wally Stott, que havia estat escrivint per a l'espectacle des de la primera sèrie. : 127 Després del final de la sèrie 3, el locutor original Andrew Timothy va ser reemplaçat (a proposta de John Snagge) per Wallace Greenslade, : 127 que feia enllaços narratius parlats, així com de tant en tant realitzava petits papers en els guions.
A partir de la sèrie 3, els papers principals dels personatges van ser:
- Neddie Seagoon (Secombe)
- Eccles (Milligan)
- Bluebottle (venedors)
- Henry Crun (venedors)
- Minnie Bannister (Milligan)
- Hercules Grytpype-Thynne (venedors)
- El comte Jim Moriarty (Milligan)
- Major Dennis Bloodnok (venedors)

Els personatges secundaris eren els "indis", Banerjee i Lalkaka, el criat Abdul / Singez Thingz, i el cap Ellinga / The Red Bladder - tots dos interpretats per Ray Ellington. :107 També hi havia estrelles convidades ocasionals, inclòs John Snagge, i els actors Valentine Dyall, Dick Emery, Kenneth Connor, Dennis Price i Bernard Miles. Les trames tradicionals implicaven Grytpype-Thynne i Moriarty fent que Neddie Seagoon participés en algun pla descabellat i es reunissin amb els altres membres del repartiment pel camí.
Molts personatges deien frases que es desplaçaven ràpidament a la llengua popular; entre els més coneguts hi ha:
- "Ha caigut a l'aigua!" (Petit Jim)
- "Porcs bruts i podrits, tu! M'has mort! " (Bluebottle)
- "No es pot aconseguir la fusta, ja se sap." (Henry, Minnie)
- "Un ximple i retorçat, tu". (Grytpype-Thynne)
- "No es pot aparcar, company" (Willium) - Les excavacions de Milligan en comissaris de la BBC.
- "Ying Tong Iddle I Po" (diversos) - que es va convertir en la base d'una cançó sense sentit que esdevindria un èxit anomenat " Ying Tong Song "

### Surrealisme
El Goon Show ha estat descrit com "avantguardista", "surrealista", "abstracte" i "quatre dimensions". L'espectacle jugava amb el propi mitjà. Es van escriure escenes senceres en què els personatges marxaven, tancaven la porta darrere d’ells i, així i tot, continuaven dins de l’habitació. A més d'això, els personatges anunciarien la seva sortida, tancaven una porta, però era un altre personatge qui havia abandonat l'habitació. Aquest personatge donaria un cop a la porta per tornar-lo a deixar entrar, la porta s’obriria i es tancaria i, de nou, es tancaria el personatge equivocat.
L'espectacle va obrir el camí a l’humor surrealista i alternatiu, tal com reconeixen comediants com Eddie Izzard. : vii La surrealitat era part de l'atracció per a Sellers, i això va agreujar la seva inestabilitat mental, sobretot durant la tercera sèrie. S’ha dit que moltes de les seqüències eren visionàries en la forma en què desafiaven les convencions tradicionals de la comèdia. A l'autobiografia dels Pythons , Terry Jones afirma: "Els Goons, per descomptat, eren els meus favorits. Va ser la surrealitat de les imatges i la velocitat de la comèdia que em va encantar: la manera de trencar les convencions de la ràdio i de jugar amb la naturalesa mateixa del mitjà. ":73 Ho reiteren Michael Palin i John Cleese. Cleese recorda haver escoltat The Goon Show quan era adolescent a mitjan anys cinquanta "i va quedar absolutament sorprès pel seu humor surrealista. Va arribar en una etapa clau del meu propi desenvolupament i mai em vaig perdre un programa".:150

### Música i efectes sonors
Les presentacions orquestrals, els enllaços i l’acompanyament van ser proporcionats per una big band elegida formada per músics de sessió amb seu a Londres. :47 Els arranjaments i la direcció musical els va fer Wally Stott des de la tercera fins a la 10a sèrie. Stott va produir molts arranjaments i enllaços, millorats encara més per la qualitat de so de primera classe que els enginyers de la BBC van aconseguir. :81 Els membres de la banda van destacar en els actes de comèdia, en particular el trombonista de jazz George Chisholm que interpretava amb freqüència personatges escocesos. La música final del programa era normalment " Ding-Dong!" The Witch Is Dead "o una interpretació truncada i irònica de la marxa Alte Kameraden (vells companys), seguida de Max Geldray i el Ray Ellington Quartet interpretant" Crazy Rhythm "com a música de play-out.
D'acord amb els requisits de varietat del format "entreteniment lleuger" de la BBC, els guions de The Goon Show es van estructurar en tres actes, separats per dos interludis musicals. Aquests van ser proporcionats pel Ray Ellington Quartet - que va interpretar una barreja de cançons de jazz, rhythm & blues i calypso - i pel virtuós de l’harmònica Max Geldray, que va actuar sobretot entre els números de la carretera i els estàndards de jazz dels anys 30 i 40 acompanyats de la big band. Tant Ellington com Geldray també van fer aparicions ocasionals de cameo; Ellington sovint va ser reclutat per interpretar papers "negres" estereotípics.
Va ser en el seu ús d’efectes de so pre-gravats i en directe que The Goon Show va obrir un camí nou. Part del problema era que "ni tan sols Milligan sabia captar electrònicament els peculiars sons que cobraven vida al seu cap - només sabia quan encara no havia passat ". : 205 Un exemple d'això prové d'una història sovint citada de Milligan omplint els seus mitjons de flam a la cantina del teatre Camden, en un intent d'aconseguir un efecte de silenci. Milligan va demanar a les senyores de la cantina de la BBC que fessin una mica de flam; van pensar que devia tenir problemes estomacals, de seguida el va abocar al mitjó, per al seu horror. Secombe va recordar: "De tornada a l'estudi, Spike ja havia col·locat un full de tres capes a prop d'un micròfon". Un després de l'altre, els va llançar contra la fusta, però no va aconseguir produir l'efecte sonor que buscava ("Per tant, un mitjó ple de natilles i cap efecte de so!"). : 205 Secombe va assenyalar que "Spike solia embogir als gerents de l'estudi amb la seva insistència a aconseguir els efectes sonors que desitjava. Al principi, quan el programa es gravava en un disc, era extremadament difícil aconseguir l'efecte de so adequat. Crec que hi havia quatre taules giratòries sobre la marxa simultàniament, amb sons diferents a cada un - pollastres xisclant, Big Ben en vaga, rucs, explosions massives, sirenes de vaixells - Tot succeint alhora. Va ser només quan va entrar en ús la cinta que Spike es va sentir molt feliç amb els efectes". En una instrucció FX en un guió es deia "Efecte de so de dos lleons que s'allunyen, xocant l'un contra l'altre. Si no podeu aconseguir dos lleons, dos hipopòtams ho faran". Amb el pas del temps, els enginyers de so van ser cada vegada més hàbils en la traducció del guió en sons desitjats, ajudats des de finals dels anys cinquanta per especialistes del jove Radiophonic Workshop de la BBC. : 205
La relació de Milligan amb els directius de la BBC que es preparaven per a la gravació d'episodis va ser sovint amarga, i Milligan va acordar més tard que va ser una diva durant aquest temps, i va afegir que "Intentava treure la BBC de la seva apatia. Els efectes sonors van ser un cop a la porta i els vagabunds a la grava; això va ser tot, i vaig intentar transformar-la".:44
Molts dels efectes sonors creats per a programes posteriors presentaven tècniques de producció innovadores manllevades del regne de la música concreta i que utilitzaven la nova tecnologia de la cinta magnètica. Moltes d’aquestes seqüències van implicar l’ús d’edicions múltiples complexes, eco i reverberació i la deliberada desacceleració, acceleració o inversió de les cintes. Un dels més famosos va ser el llegendari efecte sonor "Bloodnok's Stomach", creat pel BBC Radiophonic Workshop per representar el so del sistema digestiu de Major Bloodnok en acció, que incloïa una varietat de sorolls inexplicables i gorgots i explosius. Lewis (1995, pàg. 218) afirma que l'estómac de Bloodnok "es va aconseguir superposant eructes, esclats d'oscil·ladors, esquitxades d'aigua, suro i explosions d'artilleria lleugera".

## Pel·lícules
Les pel·lícules següents van ser producte de l'activitat de Goon:
- Let's Go Crazy (1951)
- Penny Points to Paradise (1951)
- Down Among the Z Men (1952) (with Bentine)
- The Case of the Mukkinese Battle Horn (1956) Una cinta de dues bobines protagonitzada per Milligan, Sellers i Dick Emery
- The Running Jumping & Standing Still Film (1959) Un tema curt d'una sola bobina surrealista protagonitzat per Milligan i Sellers i dirigit per Richard Lester